# Gloria Zabala
Gloria Josefina Zabala Lugo (ur. 23 stycznia 1978) – wenezuelska zapaśniczka. Zajęła 12. miejsce na mistrzostwach świata w 2011. Piąta na igrzyskach panamerykańskich w 2011. Dwukrotna medalistka mistrzostw panamerykańskich, srebro w 2009. Najlepsza na igrzyskach igrzyskach Am.Płd w 2010. Brązowa medalistka igrzysk Ameryki Środkowej i Karaibów w 2010. Triumfatorka igrzysk boliwaryjskich w 2009 roku.